# Kjell Gjøstein Aabrek
Kjell Gjøstein Aabrek (3 tháng 5 năm 1901 – 30 tháng 12 năm 1967) là một chính trị gia người Na Uy đại diện cho Đảng Lao động Na Uy.
Ông được bầu vào Quốc hội Na Uy từ Bergen năm 1954. Ông đã phục vụ nhiệm kỳ 1950 – 1953 với tư cách là phó đại diện, nhưng được thăng chức thành đại diện thường xuyên từ năm 1951 vì Nils Langhelle được bổ nhiệm vào nội các thứ hai Gerhardsen. Ở địa phương, ông là thành viên của hội đồng thành phố Bergen từ 1928 đến 1930 và 1945 đến 1951. Ông chủ trì chương đảng địa phương Bergen từ 1948 đến 1951.
Năm 1958, trong nội các thứ ba Gerhardsen bổ nhiệm làm thư ký nhà nước tại Văn phòng Thủ tướng. Ông mất vị trí tạm thời vào năm 1963, khi nội các Lyng giữ chức vụ này thay ông, nhưng khi nội các thứ tư Gerhardsen giữ chức vụ này từ 1963 đến 1965 Aabrek lại là thư ký nhà nước.
Ông tốt nghiệp chính trị với bằng cand.philol. vào năm 1926 và làm giáo viên ở Skien, Narvik và Bergen.